# Alukah
Alukah és una paraula hebrea que significa "sangonera-cavall", un tipus de sangonera amb moltes dents que s'alimenta a les goles dels animals. Segons estudiosos de la bíblia, alukah pot significar monstre xuclador de sang o vampir. La primera referència a Alukah es troba al llibre Proverbis de la Bíblia (Prov. 30:15).
La descripció més detallada del alukah apareix al Sefer Chasidim, on es mostra la criatura com un ésser humà, però pot canviar la seva forma a la de un llop. Pot volar (alliberant el seu llarg cabell) i podria morir si no pogués alimentar-se de sang durant un temps prou llarg. Una vegada mort, es pot impedir que un vampir esdevingui un dimoni enterrant-lo amb la boca plena de terra.
Salomó fa referència a un dimoni femella anomenat "Alukah" en un enigma del llibre dels Proverbis. L'enigma implica l'habilitat de Alukah de maleir un ventre portador de llavor. Històricament, Alukah ha estat estretament associat amb Lilith o fins i tot, podria ser el seu descendent directe. El nom Alukah podria ser també, un altre títol per Lilith.